# WM (DM Command)
WM (WINDOW_MOVE)とは、アポロコンピュータ社のコンピュータに搭載されていたウィンドウシステム（ディスプレイマネージャ）で利用できた、制御コマンド『DMコマンド』の一つ。

## 概要
WM コマンドは、ウインドウを，ラバーバンドを使用して拡大，縮小する。

## 書式
<領域> WM

## 利用法
WM コマンドはスクリーン上でウインドウを移動する。
DM は、その隠れていない辺や角が‘領域’の最初の点に最も近いウインドウを移動する。
この辺や角の新しい位置は、‘領域’の二番目の点になる。
このためウインドウを移動するには，カーソルを移動したいウインドウの角に置いて DR コマンドを使用し（または＜MARK＞キーを押し、次に角を移動したい位置にカーソルを移動し、最後に WM コマンドを使用する。
領域を定義しないと、WM コマンドは現在のカーソル位置に最も近いウインドウの角を移動する。
ただし、最も近いと考えているウインドウが， DM が最も近いと判断するものと同じであるとは限らないので、スクリーン上に複数のウインドウがある場合、期待通りの結果が得られないこともある。この場合、移動したいウインドウは＜MARK＞した方がより安全である。
引数：
・領域（省略可）
辺や角の元の位置と新しい位置を指定する．これは色々な形式で指定できる：前章の“点と領域の定義”を参照。
省略時は現在のカーソルの位置を使用する．